# Чемпионат России по конькобежному спорту 1899
Чемпионат России по конькобежному спорту в классическом многоборье 1899 года — 11-й чемпионат России, который прошёл 14 февраля в Москве на катке на Петровке. В первенстве принимали участие только мужчины — 8 конькобежцев.
Звание чемпиона России не присуждено. Первое место на дистанции 1500 метров завоевал конькобежец из Санкт-Петербурга Эдуард Фолленвейдер, на 5000 метров — Николай Крюков.
С 1895 года чемпион определялся по итогам выступления на двух дистанциях 1500 и 5000 метров. Забеги осуществлялись парами. Для завоевания звания чемпиона России необходимо было победить на обеих дистанциях.

## Результаты чемпионата
| место     | спортсмен                                    | город           | 1500 м       | 5000 м       |
| --------- | -------------------------------------------- | --------------- | ------------ | ------------ |
| без места | Эдуард Фолленвейдер                          | Санкт-Петербург | 3.06,0 (1)   | 11.02,8 (3)  |
| без места | Николай Крюков                               | Санкт-Петербург | 3.10,0 (3)   | 10.55,0 (1)  |
| без места | Г. Трифонов                                  | -               | 3.07,0 (2)   | 10.58,6 (2)  |
| без места | Анатолий Сладков                             | Москва          | 3.14,0 (4)   | 11.14,6 (4)  |
| без места | А. Ягер (по другим источникам — А. Богданов) | -               | 3.18,0 (5)   | не стартовал |
| без места | Евгений Ершов                                | -               | 3.22,0 (6)   | не стартовал |
| без места | А. Каменев                                   | -               | 3.36,0 (7)   | не стартовал |
| без места | Д. Варапаев                                  | -               | не стартовал | не стартовал |